# (2430) Bruce Helin
(2430) Bruce Helin est un astéroïde de la ceinture principale.

## Description
(2430) Bruce Helin est un astéroïde de la ceinture principale. Il fut découvert le 8 novembre 1977 à l'observatoire Palomar par Eleanor Francis Helin et Eugene M. Shoemaker. Il présente une orbite caractérisée par un demi-grand axe de 2,36 UA, une excentricité de 0,21 et une inclinaison de 23,4° par rapport à l'écliptique.

## Compléments